# Joe Sullivan
Pour les articles homonymes, voir Joe Sullivan (musicien) et Sullivan.
Joseph Michael Sullivan dit Joe Sullivan,  né le 5 novembre 1906 à  Chicago,  mort le 13 octobre 1971 à  San Francisco, est un pianiste et un compositeur de jazz américain . Très admiré par Boris Vian qui aurait repris son nom pour composer son pseudonyme  Vernon Sullivan, il appartient à la grande époque du « dixieland de Chicago ». Sullivan est un musicien blanc qui jouait du jazz noir

## Les débuts
Après des études au conservatoire de Chicago, il fonde en 1923 un quartette qui se produit dans les fêtes. Et dès 1927, il rejoint les musiciens blancs de Chicago tels que Eddie Condon Muggsy Spanier Benny Goodman. En 1931 après avoir participé à des orchestres dit "commerciaux", il part à New York rejoindre leRed McKenzie's Mound City Blowers  où il se produit pendant deux ans.

## L'artiste confirmé
Après  un passage en  Californie où il accompagne Bing Crosby, il revient à New York et entre  dans l'orchestre de  Bob Crosby de 1936 à 1937,  mais une grave  maladie va l'obliger à arrêter sa carrière pendant deux ans. Lorsqu'il reprend, en 1939, il forme son propre  sextette et se produit en 1941 dans des clubs importants  comme le Nick's, le Café Society ou le Famous Door, où s'est produit Count Basie en 1938 ,.
À partir de 1946, associé à Meade Lux Lewis, il joue chez Eddie Condon. Dans les années 1950 il est au Hang Over Club de San Francisco .
Sa carrière se poursuit jusque dans les années 1960. Il apparaît en 1963 au Festival de Monterey et au Newport Jazz Festival.

## Sullivan et Vernon Sullivan
Les amateurs de décryptage onomastique ont cherché l'origine du pseudonyme Vernon Sullivan adopté par Boris Vian.  Selon Marc Lapprand, les quatre dernières lettres de Sullivan sont celles de Vian, le V de Vernon est aussi le V de Vian. Mais le prénom  Vernon serait  un hommage à  Paul Vernon, musicien de l'orchestre de Claude Abadie selon Philippe Boggio et Claire Julliard. Sullivan serait un hommage  au pianiste Joe Sullivan selon Philippe Boggio, Claire Julliard et Marc Lapprand : « Sullivan, célèbre pianiste qui a régulièrement joué en duo avec Meade « Lux » 
Lewis de 1945 à 1946 à Chicago. » Dans le volume  Dans le recueil d'article Écrits sur le jazz, Boris y fait référence deux fois. L'une dans Introduction au be-bop, écrit en anglais par Ross Russel, qu'il traduit  dans Jazz hot no 22 du 22 avril 1948 : « J'ai eu pas mal de grands chocs dans mes quinze dernières années de "« fouinage »" à la recherche de jazz [...] en 1936  avec Louis [...] », et parmi ces chocs, sont cités : « Eddie Condon,  Zutty Singleton, Sidney Bechet, Teddy Bunn, Joe Sullivan, Lux  (Meade "Lux" Lewis), Muggsy Spanier, Georges Brunis »  et d'autres encore. Vian cite encore Joe Sullivan dans une Histoire abrégée du jazz parue dans le livre-disque numéro zéro, chez Philips (33 tours), qui est l'avant-propos de Jazz pour tous.

## Discographie
liste incomplète :
- 1929 Knockin' a jug (interprété par Louis Armstrong)
- 1933 Honeysuckle rose, Fin Mill Blues
- 1939 The Love Nest ( Bing Crosby), Singin' the Blues (Lionel Hampton)
- 1945 Got it and gone (Sidney Bechet)